# Wayuunaiki
El wayú, guajiro, o el seu nom propi (autoglotònim) Wayuunaiki (wayuu: poble wayúu; naiki: idioma), és un idioma que parlen al voltant de 400.000 persones en el departament colombià de La Guajira i en l'estat veneçolà del Zulia, i pertany a la família lingüística arawak, subfamilia maipureana, tronc de arawak septentrional, grup de les llengües arawak del Carib, relacionat properament amb les llengües añu (paraujano) de la costa zuliana, la lokono de La Guaiana i la taíno de les Antilles.
Menys de l'1% dels parlants wayúu estan alfabetitzats en wayuunaiki mentre que d'un 5 a un 15% sap llegir i escriure en castellà.
Per promoure la integració cultural i l'educació bilingüe entre els wayúu i altres colombians, el «Centro Etnoeducativo Kamusuchiwo’u» (Centre Etno-educatiu Kamusuchiwo'u) va tenir la iniciativa de crear el primer diccionari castellà-wayuunaiki i wayuunaiki-espanyol il·lustrat.

## Història
La forma fonètica d'alguns americanismes del castellà, mostra que la llengua de la qual van ser presos comparteixen isoglosses amb el modern wayú. Això suggereix que pot ser interpretat de dues maneres: la primera possibilitat és que el wayú compartia amb les variants del taíno de les Antilles alguns trets fruit de canvis lingüístics compartits per aquest grup de llengües. Aquesta és la possibilitat acceptada per la majoria d'especialistes:
(castellà) ají<*aší / (wayú) haši / (arawak-lokono) hači<*hátʰi (xili)
(castellà) aje<*áše / (wayú) háiši / (arawak-lokono) haliči<*hálitʰi (batata)
Aquests exemples mostren que el taíno hauria estat més proper al wayú que l'arawak-lokono. L'altra possibilitat és que els préstecs no haguessin estat presos de taíno sinó directamene d'altres llengües de la costa nord del Carib relacionades amb el wayuunaiki. La distribució precolombina del wayuunaiki semblava més restringida que la que va ocupar posteriorment, i fins i tot actualment. El seu territori originari era la península de La Guajira. Posteriorment va ocupar totes les ribes del llac de Maracaibo, desplaçant en la seva expansió a les llengües timote-cuica.

## Descripció gramatical

### Fonologia
Registra 6 vocals i 16 consonants.
Vocals
|              | Anterior | Central | Posterior |
| ------------ | -------- | ------- | --------- |
| Tancada      | i        | ɨ       | u         |
| Mitjana      | e        |         | o         |
| Vocal oberta |          | a       |           |

Totes les vocals poden ser geminades (llargues): aa, ee, ii, ɨɨ, oo, uu.
La vocal central tancada ɨ s'escriu ü.
Consonants
|            | bilabial | alveolar | palatal | velar | glotal | labiovelar |
| oclusiva   | p        | t        | c       | k     | ʔ      |            |
| nasal      | m        | n        | ɲ       |       |        |            |
| fricativa  |          | s        | ʃ       |       | h      |            |
| vibrant    |          | r        |         |       |        |            |
| bategant   |          | ɾ        |         |       |        |            |
| aproximant |          |          | j       |       |        | w          |

ɫ és una lateral aproximant alveolar velaritzada que es pronuncia amb la llengua una mica més lateral i més enrere que la «r» del català, i s'escriu «l». La vibrant doble (rr) s'escriu «r».
La longitud de les consonants oclusives (p, t, k) i nasals (m, n) pot ser llarga, i en aquests casos es pot escriure doble (pp, tt, kk, mm, nn).
L'accent en wayú recau generalment en la segona síl·laba de la paraula, excepte quan comença en vocal geminada (VV), o consonant seguida de vocal geminada (CVV), o amb síl·laba tancada (CVC), cas en el qual l'accent recau en la primera vocal. En les paraules d'accent irregular que no compleixen aquestes regles, l'accent es marca en escriure amb un signe diacrític.
La nasalització passa fonèticament en wayú, però no té caràcter de fonema. Es presenta en les vocals al costat de consonants nasals o com a tret enfatizador de determinades paraules com ââ (si), mâ'î (molt) o êêjû (olor).

### Gramàtica
És una llengua aglutinant. Els substantius s'expressen amb un sufix que indica el plural (-kana), o el singular segons sigui gènere masculí (-kai) o no-masculí (-kat). La classicació plural, singular masculí, singular no-masculí afecta tota la llengua i en particular als pronoms i a les conjugacions dels verbs.
Els pronoms demostratius, per exemple, tenen una arrel que indica si és masculí singular (chi-), no-masculino singular (tü-) o plural (na-), que 'usa en la forma bàsica per a indicar la presència més propera i a la que s'afegeix un sufix per a indicar majors graus de distància (-ra/--la, -sa, -a/-ia/-ya).
|                   | masculí            | no-masculí         | plural                                    |
| ----------------- | ------------------ | ------------------ | ----------------------------------------- |
| proper al parlant | chi aquest         | tü aquesta, acò    | na aquests, aquestes                      |
| proper al oient   | chira aqueix       | türa aqueixa, això | nala aqueixos, aqueixes                   |
| no-proper         | chisa aquell       | tüsa aquella, allò | nasa aquells, aquelles                    |
| llunyà            | chia aquell llunyà |                    | naya aquells llunyans, aquelles llunyanes |

L'interrogatiu «qui?» té la forma general no-masculina singular (jarat), la forma masculina singular (jarai) i el plural (jaralii). També passa amb «per què?» o «com?» (jamüsü, jamüshi, jamüshii) i amb «quant de temps?» que a més a més es diferencia en passat (jetsüirü, jetsüichi, jetsüina) i el futur (jetseerü, jetseechi, jetseena).
Els pronoms personals són:
|            | masculí            | no-masculí        | plural           |
| ---------- | ------------------ | ----------------- | ---------------- |
| 1ª persona | tayakai jo (masc.) | tayakat jo (fem.) | waya nosaltres   |
| 2ª persona | piakai tu (masc.)  | piakat tu (fem.)  | jia vosaltres    |
| 3ª persona | nia ell            | shia ella         | naua ells, elles |

El primer fonema (so, lletra) del respectiu pronom personal, exerceix com a arrel (t-, p-, n- sh- / s-, w-, j-, n-) dels pronoms possessius, els quals són prefixos que inclouen a més la vocal (a) en primera persona (ta-, wa-) i en el plural de la tercera persona (na-) o en les altres persones depèn del fonema inicial dels substantius respectius, de manera que (pi-, pü-, pu- / ni-, nü-, nu- / shi-, sü-, su-). De manera similar, el respectiu fonema inicial es pot exercir com a prefixos de la conjugació dels verbs d'acció, però les variacions vocàliques que ocorren en les mateixes persones i gèneres que en els pronoms possessius no són pròpies del prefix, sinó afecten la vocal amb què comença el verb, la qual esdevé de baixa en alta (i per e, ü per u, u per o).
Els verbs que expressen una acció comencen amb la vocal baixa (a) o amb les mitjanes (e, o) són tots transitius i alguns intransitius; mentre els verbs que expressen un estat comencen generalment per una consonant o una vocal alta (i, ü, u) (amb algunes excepcions com ara anaa «estar bé»), són tots intransitius i no admeten conjugació amb prefix personal.
També es diferencien pel seu comportament en la conjugació d'alguns temps i modes, dues classes de verbs segons el sufix que marca el seu infinitiu, que a la classe 1 és una vocal geminada -VV, i en la classe 2 és una vocal simple seguida de -waa.
En general, el verb precedeix al predicat o a l'objecte, i aquest al subjecte (tipus Verb-Objecte-Subjecte). Es presenten dos esquemes de predicació: un bifurcat (predicat-subjecte) i un sintètic (predicat-centrat o compacte), en el qual l'oració es compon de només d'un sintagma amb nucli verbal. La conjugació es fa mitjançant prefixos personals, infixos i sufixos de manera, temps i aspecte i de nombre-gènere de l'objecte. La negació s'indica amb el prefix m-, encara que també existeix el verb negatiu nójolaa («no ser», «no estar», «no haver»), i a mès «no haver» o «no tenir» es pot expressar amb el prefix ma- seguit del respectiu substantiu.
Els adjectius precedeixen al substantiu i molts són derivats verbals i en general es verbalitzen (indiquen el que és alguna cosa).
Els nombres són:
1 wane, waneesia
2 piama
3 apünüin
4 pienchi
5 jarai
6 aippirua
7 akaratachi
8 mekiisat
9 mekietsat
10 poloo
Els nombres següents es formen afegint a la primera desena (poloo) la unitat respectiva amb un sufix derivat de -(a) müin:
11 poloo waneemüin
12 poloo piammüin
13 poloo apünüinmüin
14 poloo pienchimüin
15 poloo jaralimüin
16 poloo aippiruamüin
17 poloo akaratachimüin
18 poloo mekiisalümüin
19 poloo mekiétsalümüin
20 piama shikii
Les desenes posteriors també s'indiquen agregant la paraula shikii al dígit respectiu: 
30 apünüin shikii
40 pienchi shikii'
50 jarai shikii...

El wayú presenta sufixos o infixos com marques de cas, en lloc de les preposicions del català.
Locatiu:
-(a) pa'a (en)
-(e) roku (en) (en l'aigua o en altre líquid)
-(a) nain (sobre, en)
-(a) pünaa (per, a través de)
Instructiu: -(a) alin (per) (causa, autoría)
Inessiu: -(a) lu'u (dintre de)
Ablatiu: - (a) jee (des de, de)
Al·latiu: -(a) müin (cap a, a)
Datiu: 
-(a) püla (per a)
-(o) ulia (de, amb referència a)
-(a) tüma (a, per)
-(a) a'u (sobre, per)
Instrumental: -(a) ka (amb)
Comitatiu: -(a) maa (amb, acompanyat de)
Genitiu: -se-, -in-, (de)
Vocatiu: -ee (per a qui es parla)
En les marques de cas, la primera vocal generalment es modifica d'acord amb la terminació de la paraula amb la qual s'enllaça. La marca pot afegir-se al respectiu demostratiu que correspon al substantiu aparèixer com a paraula completa al final d'una interrogació.

## L'idioma wayú en l'actualitat
Des dels anys 80 a la Guajira colombiana s'imparteix educació bilingüe espanyol-wayuunaiki en un model educatiu dissenyat pel Centre Etnoeducativo Kamüsüchiwo'u, amb suport financer del govern colombià i l'empresa que administra la mina de carbó de Cerrejón.
Per altra banda, si bé l'idioma ha tingut una limitada tradició literària, existeix actualment un creixent interès a rescatar i promoure l'ús d'aquest idioma; com a exemples, s'està publicant un diari bilingüe en idioma wayú i idioma espanyol publicat a Veneçuela i distribuït a Veneçuela i Colòmbia, anomenat Wayuunaiki; a més, el govern de Colòmbia s'està encarregant de compilar una traducció a l'idioma wayú d'una de les obres més representatives de l'escriptor colombià Gabriel García Márquez, Cent Anys de Solitud.
Al desembre de 2011, la Fundació Wayuu Taya en aliança amb Microsoft, van presentar el primer diccionari de tecnologia en wayuunaiki, després de tres anys de treball en conjunt amb lingüistes i professionals de TI.